# 김동길 (정치인)
김동길(金東吉, 1928년 10월 2일~2022년 10월 4일)은 대한민국의 작가 출신 정치인이다. 제14대 국회의원을 지냈다.

## 이력
그는 연희대 영어영문학과를 학사 학위한 이후, 미국 보스턴 대학교 대학원에서 에이브러햄 링컨 관련 연구로 철학박사 학위를 받았으며 대한민국 귀국 이후 시민사회단체 운동과 언론, 방송을 통한 강연 활동과 아울러 연세대학교 교수, 연세대 교무처 처장, 연세대 부총장을 역임하였고 이후 조선일보사 논설고문, 제14대 국회의원, 신민당 대표최고위원을 거쳐 자유민주연합 상임고문을 지냈다. 1988년 이후부터는 방송에 출연하여 강연가 혹은 사회자로 진행하였으며, 사석에서 비평을 하던 중 우발적 발언한 "이게 뭡니까?"라는 이 발언을 훗날 희극배우 최병서가 풍자하여 한때 세간에서 화제가 되었다.
본관은 풍천(豊川)이며 아호(雅號)는 산남(山南)이다. 김옥길 前 이화여대 총장은 그의 친누나이다. 1946년 6월 월남했다.

### 기타 경력
- 연세대학교 영어영문학과 명예교수
- 명지대학교 철학과 석좌교수
- 단국대학교 정치외교학과 석좌교수

### 이외 이력
- 연세대학교 부총장
- 고려대학교 철학과 강사
- 자유민주연합 상임고문
- 신민당 대표최고위원
- 통일국민당 대표
- 통일국민당 최고위원
- 새한당 창당준비위원장
- 새한국당 특임행정위원
- 국민당 행정촉탁위원
- 이승만 건국대통령 기념사업회 상임고문

## 생애

### 생애 초반 및 군사 정권 시련기
산남 김동길(山南 金東吉)은 1928년 10월 2일, 평안남도 맹산군에서 1남 4녀 중 장남이자 둘째로 태어났다. 1951년에 연희대학교 영어영문학과에서 학사 학위를 받았고 이후 1954년에 그는 미국 유학을 떠났다.유학을 마친 후 귀국, 강단에 올라 1960년부터 연세대학교 전임강사가 되었다. 이듬해 1961년부터 연세대학교 교수를 지내며 고려대학교 강사도 1961년부터 이듬해 1962년까지 잠시 겸직한 그는 신랄한 풍자와 해학으로 인하여 학생들로부터 인기 있는 교수였다.
그는 이후 연세대학교 철학과 조교수, 부교수를 거쳐 교수로 승진한다. 연세대 교수로 재임하며 사회 풍자를 하는 식으로 부패를 비판하였다가 조사를 받고, 옥고를 치르기도 했다. 1962년에는 연세대 교무처 처장을 지냈다.
유신정권 시절에는 《씨알의 소리》라는 잡지에 《내가 만약 대통령이 된다면》이라는 수필을 발표, 대통령이 된다면 부모도 섬기지도 않던 놈들이 청와대에 가서 아부하며 각하 각하 하는 것들을 차라리 모두 잡아다가 서해의 무인도에 보내 아첨도라 하겠다고 비판했다. 그는 이 사건으로 인하여 중앙정보부에 연행되어 고문을 받기도 했다. 출감 후 소학교 접장하던 사람도 18년째 대통령을 하는데 대학 교수가 대통령을 한다는 것도 아니고 단지 하고 싶다는 마음을 먹은 것이 어찌 죄냐며 항변하였다.
1974년 4월 민청학련 사건에 연루되어 검거되었다. 혐의는 제자인 김영준·김학민 두 학생에게 "긴급조치 1호로써 박정희 씨는 스스로 묘혈을 판 것이다."라고 말하여 긴급조치를 비방하고, "학생 시위를 치밀하고 대담하게 전개하여 박 정권을 타도하라."고 격려하여, 내란을 선동하였다는 것이었다.변호사 한승헌을 선임했으나 최종 심문에서 윤보선(尹潽善) 전 대통령, 지학순(池學淳) 가톨릭주교, 박형규(朴炯圭) 목사, 김찬국(金燦國) 박사 등과 함께 배후지원 혐의로 모두 유죄판결을 받았고, 윤보선 전 대통령을 제외하고는 전부 구속되었으며 일본인 관련자 2명 등은 20년의 중형에 처해졌으나 1975년 2월 15일 형집행정지로 모두 석방되었다.
법원은 김동길에게 징역 15년을 선고하였다. 김동길 교수는 1심 선고 당일에 항소를 포기하며 "법이 법 같아야지..."라는 언급을 하였다. 1975년 3월 1일, 민청학련 사건으로 구속된 김동길·김찬국 교수의 석방을 환영하는 모임이 서울 새문안교회에서 열렸다.
1975년 9월에는 양일동, 백기완과 함께 장준하 장례식을 주관하고 추도사를 낭독하였다.
그 뒤엔 김대중 내란 음모사건에 연루되어 옥고를 치르는 등 소위 ‘정치 교수’로 불리며 학원 자유화 관련 투쟁에 앞장섰다.
또한, 각종 텔레비전 프로그램에 출연하여 신랄한 정치·사회 비판으로 명성을 얻었으며, 비평을 할 때마다 외치던 ‘이게 뭡니까?’라는 말은 개그맨 최병서 등에 의해 패러디가 되면서 당시 유행어가 되기도 하였다. 그 뒤 연세대학교 교무처장, 부총장을 역임하고 조선일보사 논설고문으로도 언론 활동을 하기도 했다.
1987년 학생운동권이 동료와 후배들의 분신 자살을 강조하며 정권 타도 운동을 벌이자 그는 학생운동가들이 동료들을 이용한다며 비판하였다. 또한 민족 해방 계열의 노선을 비판하면서 학생운동가들을 비판, 이후 학생운동가들로부터 맹비난을 받기도 했다. 한편 언론과 방송에 강사로 초빙되어 강연 활동을 하기도 했다.

### 정치 참여와 시련
현실 정치를 비판하던 그는, 1991년 정치 참여를 선언하고 새한당을 창당한 뒤 정주영이 대통령 선거에 참여하기 위하여 만든 보수 성향의 야당인 통일국민당에 합류했고 1993년에는 대표에 추대되었다.
본인도 제14대 총선에서 원내진입에 성공하나, 14대 대선에서 정주영이 패배한 뒤 정계 은퇴를 선언하면서 군소정당으로 전락한 통일국민당의 대표로 추대됐으며, 이 과정에서 당사 자금 마련을 놓고 정주영과 심한 갈등을 겪기도 하였다. 1993년 통일국민당 대표에 재선출되고 이후 박찬종의 신정치개혁당과의 합당으로 신민당의 최고위원을 지냈고 1995년에 신민당이 자유민주연합에 흡수되면서 자유민주연합 소속이 되었다.
1990년대 초반에는 그를 패러디한 개그맨 최병서가 진행하였던 《MBC 일요일 일요일 밤에》의 〈이게 뭡니까〉 코너가 인기를 끌면서 화제가 되기도 했다.
정치 활동과 동시에 방송, 언론 활동을 하였고 보수 성향의 시민사회단체에서 활동하였다. 1994년 신민당 총재 자리를 놓고 벌어진 각목 전당대회 파동과 이어진 각서 파동을 계기로 정치 인생에 최대 위기를 겪었다. 자유민주연합 상임고문에 위촉되지만 자민련 전국구 공천헌금설으로 인해 박찬종, 김종필과 잇달아 갈라지며 그 해 1994년 5월, 차기 총선거 불출마를 선언하였고 급기야 2년 후 1996년 3월 5일을 기하여 자유민주연합 탈당 선언을 한다.
1990년대 후반 국민행동본부, 반핵반김국민협의회 등의 보수주의 단체에서 반공 시민단체 원로로 활동하면서 반 김대중 활동과 강연에 활발하게 참여하였으며 김정일의 북한 정권과 조선로동당, 조선인민군, 김대중과 노무현, 국민의 정부와 참여정부의 《햇볕정책》 등을 비판하는 강연과 활동을 하였다.
2001년 2월 10일 서울YMCA 신관 대강당에서 조만식을 추모하는 고당기념사업회에서 주관하는 고당기념회 창립 25주년 기념 대강연회에 참석하였고, 인도 지도자 간디와 한국 지도자 고당 조만식의 민족 운동이라는 제목으로 강연하였다.
2009년 4월 검찰 수사에서 뇌물 수수설을 부인하는 노무현을 비판, 대국민 사과 차원에서 자살하거나 재판받고 복역하라고 주장했다. '노무현 씨가 남의 돈을 한 푼도 먹지 않았다고 끝까지 우기기는 어렵게 되어 가는 듯하다. 물론 잘못을 저지른 사람이 자기의 과오를 시인하기가 어렵다는 사실을 모르는 바 아니지만 그래도 일국의 대통령을 지냈다는 자가 그토록 비겁하게 굴어서야 되겠느냐'며 노무현의 부도덕성을 질타, '인류의 역사의 어느 때에나 인간에게 있어 가장 소중한 것은 진실인데 진실이 없으면 사람이 사람 구실 못하게 마련이며 그런 자가 공직의 높은 자리에 앉으면 많은 백성이 고생을 할 수밖에 없다. 노무현 씨는 정말 딜레마에 빠졌다'고 했다. 이어 '그가 5년 동안 저지른 일들은 다음의 정권들이 어떻게 바로잡을 수 있다고 하더라도 도덕적인 과오는 바로잡을 길이 없으니 차라리 국민에게 사과하는 의미에서 자살을 하거나 아니면 재판을 받고 감옥에 가서 복역하는 수밖에는 없겠다'는 것이라며 노무현을 신랄하게 비판했다.
그리하여 5월 노무현이 경남 김해 사저 뒷산 부엉이 바위에서 투신 자살하자, 그의 노무현 비판 발언 관련이 결국 문제가 되었다. 친노 성향의 네티즌은 그의 비판을 막말이라 하며 역비판을 하였다. 6월초 김동길은 노무현의 국민장에 대해 차라리 가족장을 권했어야 했다며 국민장을 한 이명박 정부를 질타하였다. 방송 3사가 노무현을 순교자로 만들었다고 비판하기도 하였다.
7월 조갑제와 함께 대구에서 공동강연회를 열었는데 2천명의 인파가 몰렸다.
2009년 8월 당시 김영삼이 김대중을 찾아가 화해를 하자 그는 "이번에 벌어졌다는 '화해'는 도대체 무슨 의미가 있는 거냐"며 김영삼을 비난하였고 이에 연이어 "김영삼 대통령에게 한 가지 묻고 싶은데, 김대중 씨를 찾아가서 그가 죽기 전에 사과할 일이 과연 있느냐"며 김영삼을 비판하였다. 이어 사과를 하기 전에는, 사과를 받기 전에는 '화해'가 성립될 수 없는 것 아닌가"라고 거듭 반문한 뒤, "나라의 큰일을 맡았던 사람들이 그렇게 얼렁뚱땅 넘어가 버리면 도대체 국민은 무슨 꼴이 되냐"며 강하게 비판하였다.
2020년 1월에 국민혁명정치학교장으로 공산주의를 배격하고, 자유민주주의를 고취하며, 전광훈목사와 함께 이승만광장에서 여러차례 연설을 하였다. 그는 '자유 민주주의를 위해 목숨을 버리겠다는 각오가 필요하다'고 연설하였다.

### 말년
2022년 2월 코로나19에 확진한 후 회복했지만, 같은해 3월 건강 이상으로 호흡기가 나빠져서 병원에 입원했다가 오랜 투병 끝에 2022년 10월 4일 사망하였다.

## 논란
2009년 5월 23일 노무현 전 대통령의 서거 후, 김동길이 4월 15일 자신의 홈페이지에 올린 글 《먹었으면 먹었다고 말을 해야죠》라는 글과, 월간조선 2009년 5월호에 기고한 〈링컨을 존경한다더니, 이게 뭡니까?〉에 다음과 같은 내용을 실었다는 사실이 뒤늦게 부각되어 논란을 불러 일으켰다.
| “ | 노무현 씨는 정말 딜레마에 빠졌습니다. 그가 5년 동안 저지른 일들은 다음의 정권들이 어떻게 바로잡을 수 있다고 하더라도 도덕적인 과오는 바로잡을 길이 없으니 차라리 국민에게 사과하는 의미에서 자살을 하거나 아니면 재판을 받고 감옥에 가서 복역하는 수밖에는 없겠습니다. | ” |

| “ | 그렇게 되면 노무현은 정말 설 자리가 없다. 그에게는 “나는 간다. 맘대로들 해라”는 내용의 遺書(유서)나 한 장 남기고 장자연처럼 목을 매거나 일본의 사무라이처럼 배를 가를 용기도 없는 것이 분명하다. | ” |

이에 관해 김동길 측에서는 오해라 주장하였고 차라리 당당하게 하라는 의미였다면서 하루 이틀 일이라 생각하고 그런 사안 또한 크게 생각하지는 않고 있으며 해당 관련 논란에 관한 것도 김동길은 주장한즉 "상황을 아직 모르고 있으며 자연스럽게 알게 될 것"이라고 밝혔다.
그는 5월 25일 다시 자신의 홈페이지에 다음과 같은 글을 남겼다(요약한 것임).
| “ | 이전 고종 황제나 박정희 장군이 붕어하셨거나 피살되었을 때도 오늘처럼 이렇게까지 사람들이 슬퍼하지 않았을 것이다. 언론매체들이 왜 이렇게도 야단법석인가. 내가 전에 쓴 글을 갖고 노사모들이 나를 노 씨 자살의 방조자처럼 만들고 싶어한다. 주변인들이 테러 당할 위험이 있으니 외출하지 말아달라고 부탁하지만, 테러 맞아 죽는 것은 두렵지 않으며 경찰에 신변보호 요청하지 않겠다. 이 나라에는 법은 없고, 감정과 동정뿐인가. 노무현 씨는 검찰 때문이 아니라 스스로 목숨을 끊은 것일 뿐이다. | ” |

| “ | 자살로 생을 마감한 16대 대한민국 대통령의 국민장은 가히 '세기의 장례식;이라고 할 만큼 역사에 남을 거창한 장례식이었다"며 "인도의 성자 간디가 암살되어 화장으로 국장이 치르어졌을 때에도 우리나라의 이번 국민장과는 비교할 수 없을 만큼 초라했던 것으로 기억한다. 중국의 모택동 주석이나 북의 김일성 주석의 장례식도 2009년 5월 29일의 대한민국 국민장을 능가하지는 못하였을 것으로 짐작한다 | ” |

## 기타
그는 노무현정신 계승 주장에 대해서도 부정적인 시각을 피력했다. 2009년 6월 당시 그는 "우리 국민은 눈을 의심하고 귀를 의심할 수밖에 없다. 국민이란 잘 잊어버리고 어리석기만 한 존재로 오해하지 말라"고 질타했다. 이어 지난 2006년 당시 상황을 언급하며, 당내에서 극명하게 갈리었던 노 전 대통령에 대한 평가를 곱씹었다. "2006년 지방선거에 참패하고 민주당과 그 전신인 열린 우리당은 노 씨의 국정 운영에 대한 지지율이 급락하자 되도록 노 씨와 인연을 멀리하고자 노력한 것이 사실인가. 아닌가. 그런 민주당에서 정세균 대표가 돌연 태도를 바꿔 '노무현 정신 계승'을 부르짖고 나온다면 이것은 국민을 우롱하는 것이 아니고 무엇인가. '고인에 대한 당의 태도에 일관성이 없다'는 비판의 소리가 당내 일각에서도 일어났다고 들었다."는 것이다.

## 같이 보기
| - 반일 감정 - 반공주의 - 연희전문학교 - 인혁당 사건 - 김옥길 - 김교신 - 김옥선 - 윤치호 - 윤치영 - 이승만 - 백기완 - 이상재 - 김문수 - 이재오 - 이명박 - 박정희 - 김영삼 - 김대중 - 노무현 | - 이철 - 김구 - 서경석 - 배일도 - 인명진 - 윤보선 - 민청학련 사건 - 이홍직 - 이상득 - 연세대학교 - 김용옥 - 박종홍 - 장면 - 조갑제 - 지만원 - 최기일 - 선우진 - 김신 - 조만식 - 함석헌 - 이영희 - 김홍신 - 이문열 | - 서정갑 - 이도형 - 이상돈 - 김성욱 - 김성주 - 김형욱 - 김종필 - 김재규 - 박종규 - 차지철 - 김성주 위장 유인 암살 사건 - 8·15 박정희 대통령 저격 미수 사건 - 김형욱 납치 암살 사건 - 10·26 사건 - 자유민주연합 - 통일국민당 - 신정치개혁당 - 신민당 - 김필재 - 문익환 - 선우휘 - 선우련 - 장준하 - 서경석 - 전원책 - 이어령 - 강인숙 - 이장무 - 이건무 - 이수성 - 박노자 - 강원룡 - 호사카 유지 - 안세희 - 나영균 - 전민제 - 육인수 - 김용환 - 박동선 - 최만린 - 최영한 - 이석 - 김을동 |

## 저서 및 논문

### 저서
2012 젊은이여 어디로 가는가

2009 MB 이게 뭡니까

2008 자유여 너를 위해 목숨 바치게 하라

2007 북한자유선언

2003 대통령 각하, 이게 뭡니까

2002 어떤 사람이기에

2000 밝은세상 좋은나라

1999 사람은 무엇으로 사는가

1998 링컨의 일생

1998 한 시대의 증언 3

1997 한 시대의 증언 2

1997 한 시대의 증언 1

1997 김동길 칼럼집

1996 정치 이대로는 안됩니다

1995 떠날 때와 죽을 때

1994 석양에 홀로 서서

1992 해서는 안 될 사람 없다

1992 말버릇이 그게 뭔가

1992 길을 묻는 여성을 위한 인생론

1992 대통령의 웃음

1992 행복의 파랑새는 그대 마음 속에

1992 젊은 그대에게

1992 결혼과 성

1992 세상이 왜 이 모양인가 2

1992 이래도 됩니까

1991 이게 뭡니까

1991 패배의 자유 성공의 의무

1991 추억은 아름답다

1991 그대와 내가 하나 될 때

1991 잊을 수 없는 말 한 마디

1991 사랑으로 승리하리라

1991 사랑은

1990 정치인의 폭력

1990 그대가 아름다울 때

1990 바람처럼 햇빛처럼

1989 사는 멋 죽는 멋

1989 길을 묻는 젊은이들에게

1989 생각하며 산다

1989 서산 정석해

1989 세상이 왜 이모양인가

1989 내가 부르다 죽을 노래여

1989 어떤 사람이기에

1988 너와 나의 사랑을 위하여

1988 믿음, 소망, 사랑

1988 자유의 이름으로 살리라

1988 그대 영혼에 불을 밝히고

1988 젊은 날엔 사랑이

1988 여성학 강의 이브

1988 이브, 너의 이름으로 묻는다

1988 꽃은 무슨 일로

1988 자유여 통일이여 민주주의여

1988 할 말이 없다면서

1988 이 어둠을 사르리 사르리

1988 오늘은 찬비 맞았으니

1987 한국 딸들에게 고함

1987 한국 청년에게 고함

1987 미국이라는 나라

1987 한 점 부끄럼 없기를

1987 가르치며 사랑하며

1987 뜻을 찾아서 길을 찾아서

1987 김동길 인생론

1987 사랑하는 그대에게

1987 인생의 길 사랑의 길

1987 떠날 때와 죽을 때

1987 서서 말하는 까닭

1987 고독한 영혼과의 대화

1987 역사 에세이

1987 할 말은 하고 살자

1987 큰 혁명 작은 혁명

1987 우리는 어디로 가고 있는가

1986 젊음의 대화를 찾아서

1986 사람으로 태어나서

1986 새벽에 부는 나의 나팔소리

1986 그 때 그 사람

1986 영원한 자유인

1986 열린 대문으로

1986 우리가 이 땅에 사는 이유

1986 새벽빛이 우리 앞에 있다

1986 그래도 그리운 그 시절

1985 어머니와 아들들

1985 역사의 발자취

1985 사랑이여, 영원한 그 생명이여

1984 동창을 열고

1984 나의 인생, 나의 명상

1984 새야 새야 파랑새야

1983 겨울이 오기 전에

1983 죽어서 흙이 될지라도

1983 생각하며 산다

1983 하느님 나의 하느님

1982 그래도 길은 있다

1979 영원히 남는 것

1977 끝이 없는 이 길을

1977 하늘을 우러러

1977 불어라 봄바람

1977 역사의 언덕

1977 가노라 삼각산아

### 논문
- 《American Attempts to Open Korea》 / 〈인문과학〉 제10집 기념호 (1963. 12)

## 학력
- 1944년 평양고등보통학교 수료 (1964년 대한민국 평양고보 동문회에서 평양고보 명예 졸업장 수여)
- 1947년 경성고등보통학교 졸업
- 1951년 연희대학교 영어영문학과 학사
- 1956년 미국 인디애나 주립 에번스빌 대학교 대학원 역사학과 인문과학 석사
- 1960년 미국 보스턴 대학교 대학원 철학박사

## 역대 선거 결과
| 실시년도 | 선거   | 대수 | 직책     | 선거구         | 정당       | 득표수   | 득표율          | 순위 | 당락 | 비고 |
| -------- | ------ | ---- | -------- | -------------- | ---------- | -------- | --------------- | ---- | ---- | ---- |
| 1992년   | 총선   | 14대 | 국회의원 | 서울 강남구 갑 | 통일국민당 | 54,568표 | \| \| 46.10% \| | 1위  |      | 초선 |
|          | 46.10% |      |          |                |            |          |                 |      |      |      |

## 같이 보기
- 강남구 갑
- 서울 강남구의 국회의원